# 허민호 (기업인)
허민호(1964년 5월 26일~)는 대한민국의 기업인이다. 현재 CJ ENM 대표이사 부사장을 역임하고 있다.

## 출신 학교
- 충암고등학교 졸업
- 서울대학교 원예학과 졸업

## 경력
- 1989년 신세계백화점 영업담당
- 1993년 신세계인터내셔널 마케팅담당
- 2001년 동화면세점 영업구매담당
- 2008년 3월 ~ 2014년 12월 CJ올리브영 대표이사 상무
- 2014년 12월 ~ 2018년 6월 CJ올리브네트웍스 올리브영부문 대표이사
- 2018년 7월 ~ 2020년 12월 CJ ENM 오쇼핑부문 대표이사, 부사장
- CJ ENM 모바일사업부장
- 2020년 12월 ~ 2022년 3월 CJ ENM 총괄부사장
- CJ ENM 커머스부문 대표이사
- CJ ENM 보상위원회 위원
- CJ ENM ESG위원회 위원
- 서울상공회의소 의원
- 2022년 3월 ~ 2025년 3월 CJ ENM 커머스부문 상근고문
- 2025년 3월 ~ 코스맥스비티아이 대표이사 부회장